# Brigada 33 Infanterie (1916-1918)
Brigada 33 Infanterie a fost o mare unitate de nivel tactic, care s-a constituit la 14/27 august 1916 prin mobilizarea unor unități și subunități de rezervă, din compunerea Comandamentului II Teritorial: Regimentul 455 Infanterie - (Giurgiu) și Regimentul 60 Infanterie - (Turnu Măgurele). Brigada a făcut parte din organica Diviziei 3 Infanterie.:p. 69
La intrarea în război, Brigada 33 Infanterie a fost comandată de generalul de brigadă (rz.) Panait Găiseanu. În urma reorganizării armatei de la începutul anului 1917, brigada a fost desființată, regimentele componente au fost contopite în Regimentul 45/60 Infanterie, care a intrat în organica Brigăzii 23 Infanterie.

## Participarea la operații

### Campania anului 1916
În campania anului 1916 Brigada 33 Infanterie a participat la acțiunile militare în dispozitivul de luptă al Diviziei 3 Infanterie participând la Ofensiva în Transilvania, Bătălia de la Brașov, Bătălia de pe Valea Prahovei și Bătălia de la Râmnicu Sărat.

## Ordinea de bătaie

### La mobilizarea din 1916
La declararea mobilizării, la 27 august 1916, Brigada 33 Infanterie a făcut parte din compunerea de luptă a Diviziei 3 Infanterie, alături de Regimentul 2 Vânători, Brigada 5 Infanterie, Brigada 6 Infanterie și Brigada 3 Artilerie. Ordinea de bătaie a brigăzii era următoarea:
- Brigada 33 Infanterie

- Regimentul 45 Infanterie
- Regimentul 60 Infanterie

## Comandanți
- General de brigadă Panait Găiseanu